# لزلی وست
لزلی وست (انگلیسی: Leslie West; ۲۲ اکتبر ۱۹۴۵ – ۲۳ دسامبر ۲۰۲۰) خواننده، گیتارنواز، و ترانه‌پرداز اهل ایالات متحده آمریکا بود. وی بین سال‌های ۱۹۶۴ تا ۲۰۲۰ میلادی فعالیت می‌کرد.
از فیلم‌ها یا برنامه‌های تلویزیونی که وی در آن نقش داشته است می‌توان به گودال پول اشاره کرد.